# Sorana Gurian
Pour les articles homonymes, voir Gurian.
Sorana Gurian, nom de plume de Sara Isaacovna Gurfinchel, née le 18 novembre 1913 à Comrat et morte le 10 juin 1956 à Paris, est une écrivaine, journaliste et traductrice roumaine d'ouvrages en roumain et en français.

## Biographie
Sara Gurfinchel est l'aînée des trois filles de la famille du médecin Isaac (Itsek-Meer) Lazarevich Gurfinkel et sa femme Gitl, personnes juives. Son père est orthodoxe alors que sa mère est plus libérale. Sa mère meurt pendant son enfance. Elle fait sa scolarité d'abord à la maison puis dans le lycée pour filles de Bender-Tighina et obtient le baccalauréat en 1931. À la mort de son père en 1929, elle assume d'abord ses deux jeunes sœurs, Lia et Isabela qui sont ensuite prises en charge par leur belle-mère. Elle étudie au département des lettres de l'université de Tchernivtsi et de l'université de Iași de 1931 à 1934 sans obtenir de diplôme[réf. nécessaire].
Elle commence en 1937 à publier sous le nom de Sorana Gurian d'abord dans Lumea, magazine publié à Iași, des articles démocrates, antinationalistes, antifascistes et antirévisionnistes. Elle devient membre du cercle littéraire Sburătorul, mené par Eugen Lovinescu. Ce dernier fait publier ses fictions dans des journaux.
Elle part en France en 1934 et se rend à Berck pour un traitement balnéothérapeutique de sa tuberculose extrapulmonaire révélée après un accident de ski. Au cours des deux années suivantes, elle envoie régulièrement ses nouvelles à des périodiques en Roumanie. Elle écrit en français exclusivement entre 1937 et 1938, notamment des poèmes, visite Paris et tente d'entrer dans le milieu intellectuel parisien ; elle dira plus tard avoir étudié à la Sorbonne.
En août 1939, ne disposant plus d'argent de l'héritage de son père, elle retourne à Bucarest et travaille comme journaliste comme elle fait d'autres métiers. D'abord proche du pouvoir d'Ion Antonescu qui collabore avec les nazis, pour pouvoir continuer à travailler comme journaliste, quand l'État roumain devient antisémite, elle rejoint la résistance clandestine aux côtés des communistes. La Gestapo lance un mandat d'arrêt contre elle en 1943. Elle se cache pendant deux ans dans le sous-sol d'un immeuble, survivant grâce à l'aide du prêtre de la légation de France et du directeur d'un internat catholique pour filles à Bucarest. Sous l'influence de Vladimir Ghika, elle se convertit du judaïsme au catholicisme.
À la libération de la Roumanie par les Soviétiques le 23 août 1944, grâce à ses connaissances parmi les communistes, elle est nommée directrice du journal Universul. Au cours des trois premières années d'après-guerre, elle collabore à de nombreuses publications féminines ou féministes. Elle écrit des textes de propagande et, comme elle connait le russe, travaille comme interprète pour la Commission alliée.
Son premier roman, qu'elle commença à écrire dans les années 1930, Zilele nu se întorc niciodată, sur la vie d'une famille intellectuelle de Bessarabie dans les années de l'entre-deux-guerres, notamment d’une jeune fille qui devient handicapée à la suite d'un accident de cheval et déformée comme elle, est publié à Bucarest en décembre 1945 et lui vaut immédiatement une grande renommée ; elle le traduira en français avec le titre Les Jours ne reviennent jamais en 1952. Toujours en 1946, un recueil de nouvelles écrites dans les années 1930, Întâmplări dintre amurg și noapte (Aventures entre crépuscule et nuit) décrit les désirs sexuels féminins.
En février 1947, après un manifeste appelant à la liberté de la presse, Mission de l'écrivain, harcelée par l'intelligentsia favorable au régime communiste, elle est démise de ses fonctions. Elle est ensuite soupçonnée par les autorités communistes d'être une espionne française. Elle s'échappe de Roumanie en 1949 avec l'aide de l'ambassadeur d'Italie grâce à un mariage blanc avec un citoyen originaire de Gênes, où elle va en premier. Après avoir divorcé de son mari, elle part en Israël fin janvier 1950, où vit sa sœur Lia. Elle commence ici à écrire son premier livre en français Les Mailles du filet, basé sur sa vie tout de suite après la Seconde Guerre mondiale. Elle émigre en France en décembre 1950 et s'installe à Paris où elle publie ce livre. Elle s'intègre dans la vie intellectuelle roumaine en exil. Elle organise chez elle un cénacle littéraire auquel participent la plupart des écrivains roumains réfugiés à Paris, tels que Mircea Eliade, Emil Cioran, Virgil Ierunca, Monica Lovinescu et Constantin Amăriuței. Elle a un contrat à long terme avec l'éditeur Julliard et publie une suite Les Amours impitoyables, publiée en 1953. Elle gagne sa vie en traduisant l'Autrichien Hans Prager (L'Hôpital des mers froides, 1954) et le roman de science-fiction populaire de l'Allemand Franz Ludwig Neher (Mars aller-retour)[réf. nécessaire].
Au même moment, Gurian tombe malade d'un cancer du sein, subit l'ablation des seins et de l'utérus et, après une courte rémission, au cours de laquelle elle réussit à écrire son dernier livre sur la lutte contre la maladie, Récit d'un combat, publié en janvier 1956, après un entretien avec Pierre Desgraupes pour l'émission littéraire Lectures pour tous du 22 mai 1956,, elle retourne à l'Institut Curie. Elle est enterrée au cimetière parisien de Bagneux ; sa tombe disparaît en 1998.

## Œuvres
- Zilele nu se întorc niciodată, 1945 ; traduction en français Les jours ne reviennent jamais, Paris, 1952.
- Întâmplări dintre amurg şi noapte, 1946.
- Les mailles du filet. Mon journal de Roumanie, 1950.
- Les amours impitoyables, Paris, 1953.
- Récit d'un combat, Paris, 1956.